# Критерий Сэвиджа
Критерий Сэвиджа — один из критериев принятия решений в условиях неопределённости. Условиями неопределённости считается ситуация, когда последствия принимаемых решений неизвестны, и можно лишь приблизительно их оценить.
Для принятия решения используются различные критерии, задача которых — найти наилучшее решение, максимизирующее возможную прибыль и минимизирующее возможный убыток.
Критерий заключается в следующем:
1. Строится матрица стратегий (платёжная матрица). Столбцы соответствуют возможным исходам. Строки соответствуют выбираемым стратегиям. В ячейки записывается ожидаемый результат при данном исходе и при данной выбранной стратегии.
2. Строится матрица сожаления (матрица рисков). В ячейках матрицы величина сожаления — разница между максимальным результатом при данном исходе (максимальном числе в данном столбце) и результатом при выбранной стратегии. Сожаление показывает величину, теряемую при принятии неверного решения.
3. Минимальное решение соответствует стратегии, при которой максимальное сожаление минимально. Для этого для каждой стратегии (в каждой строке) ищут максимальную величину сожаления и выбирают то решение (строку), максимальное сожаление которого минимально.

## Критерии принятия решений
- Коэффициент Гурвица
- Критерий Лапласа
- Критерий Вальда